# Hermann Kramer
Hermann Albert Traugott Kramer (* 9. August 1808 in Berlin; † nach 1866 in Berlin) war ein deutscher Maler und Kupferstecher.

## Leben
Kramer studierte vor 1826 Malerei an der Königlich Preußischen Akademie der Künste in Berlin und um 1826–1830 bei dem Kupferstecher Ludwig Buchhorn. Ab 1826 nahm er regelmäßig an den Ausstellungen der Königlich Preußischen Akademie der Künste teil. 1835 bis 1842 studiert er bei Eugène Lepoittevin in Paris und nahm 1836 am Pariser Salon teil. Danach kehrte er nach Berlin zurück. Zuletzt nahm er 1866 an der Akademie-Ausstellung teil.

## Werke
- Fischerherberge in der Normandie, Verbleib unbekannt (BAA 1836, Nr. 494)
- Die Flucht vor dem Gewitter, Verbleib unbekannt (ebd., Nr. 495)
- Der Vormittag, Verbleib unbekannt (ebd., Nr. 496)
- Fischers Trauer, Verbleib unbekannt (ebd., Nr. 497) | Zwei französische Schifferkostüme, Verbleib unbekannt (ebd., Nr. 498)
- Holländisches Fischermädchen, Verbleib unbekannt (ebd., Nr. 499)
- Tanzende Bauern in einer Herberge in Neumark, um 1836, Verbleib unbekannt (Salon 1836, Nr. 1078)
- Der kleine Fischer, um 1836, Verbleib unbekannt (ebd., Nr. 1079)
- Spielende Kinder, um 1836, Verbleib unbekannt (ebd., Nr. 1080)